# Txurílovo
Txurílovo (en rus: Чурилово) és un poble de l'óblast de Vladímir, a Rússia, segons el cens del 2010 tenia vuit habitants. Pertany al districte municipal de Sóbinka.